# St. Martin (Katzenhirn)

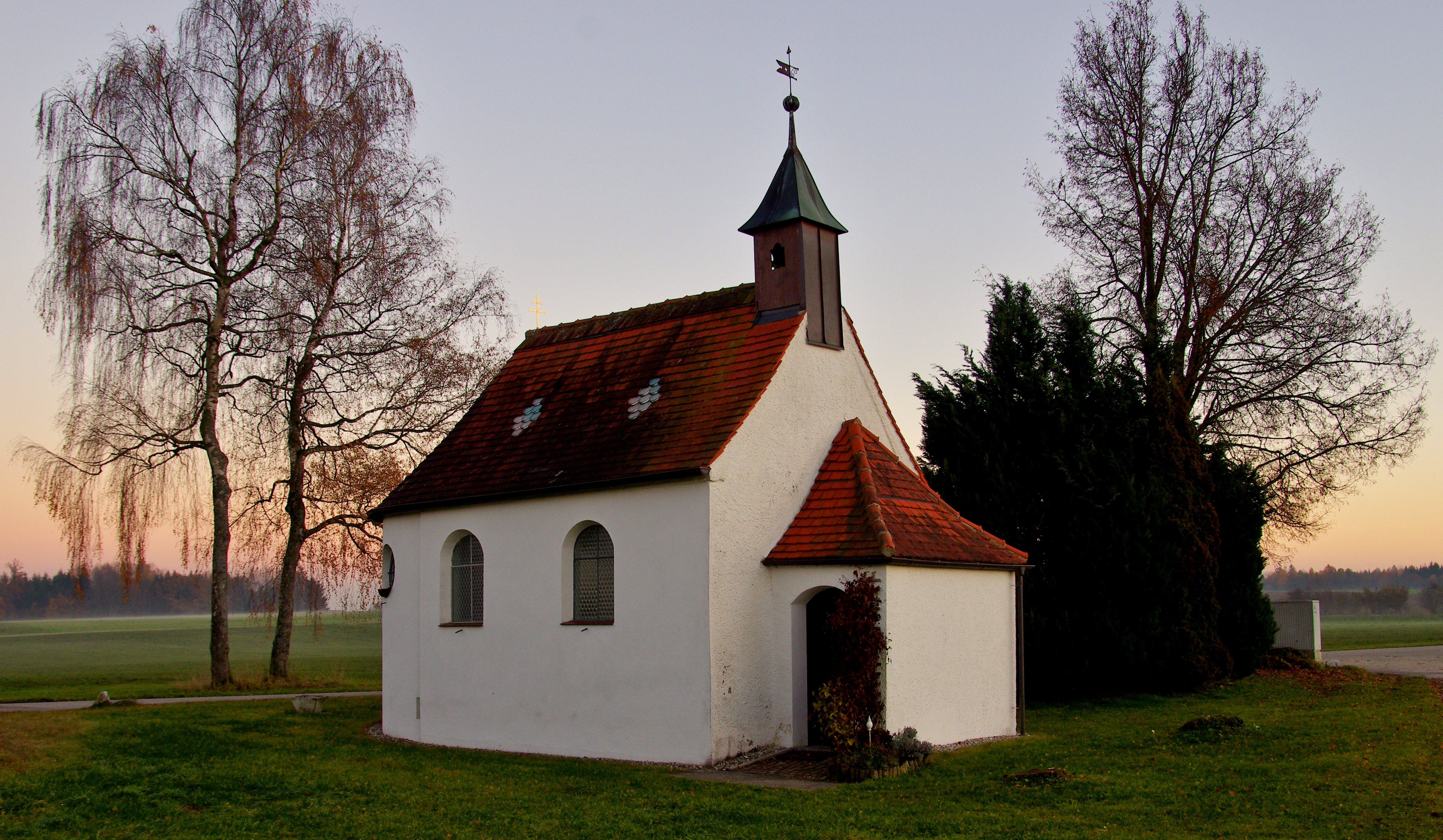
St. Martin in Katzenhirn

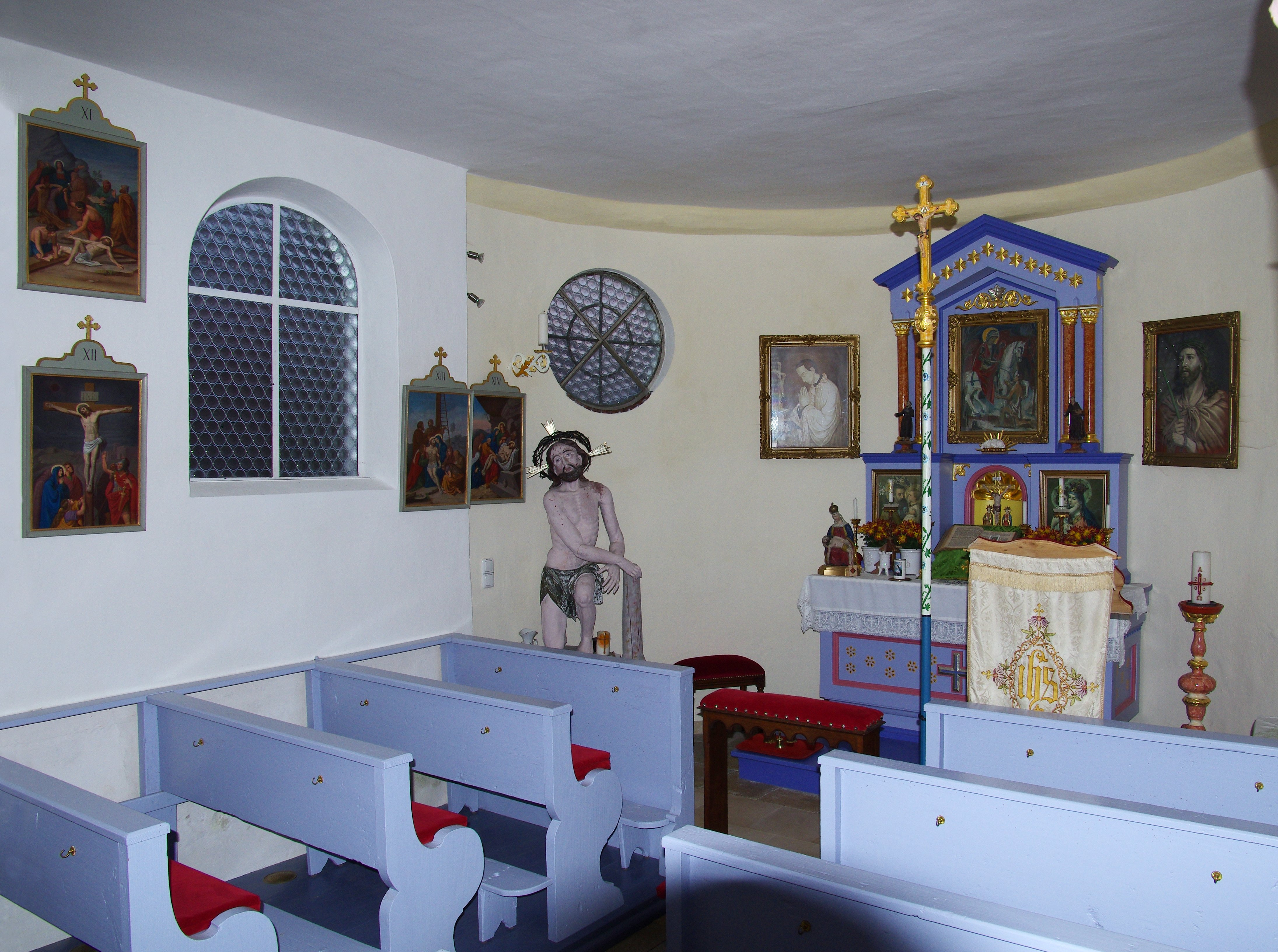
Blick zum Altar

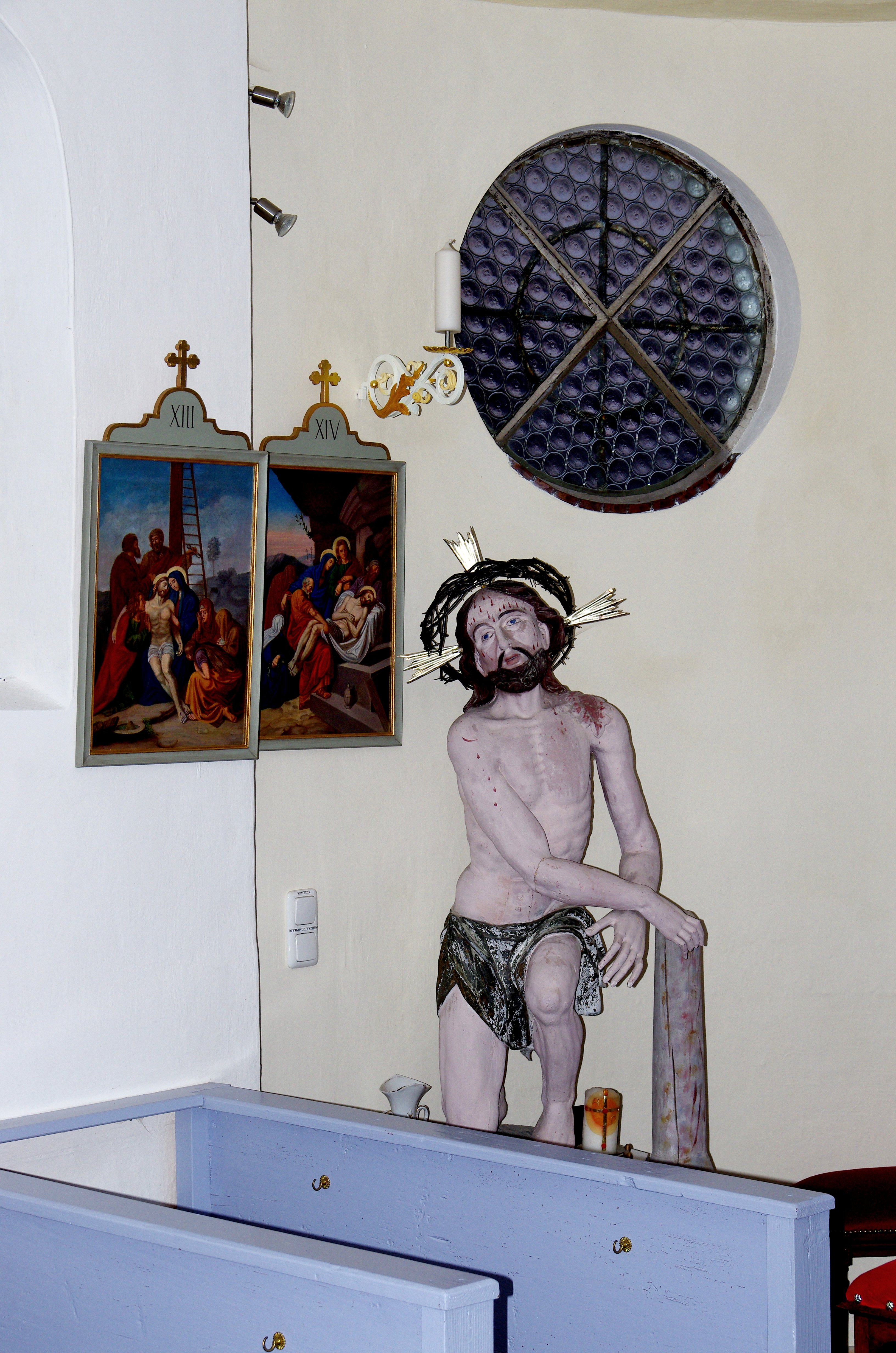
Der gegeißelte Heiland

St. Martin ist eine römisch-katholische Kapelle im oberschwäbischen Katzenhirn, einem Stadtteil von Mindelheim. Sie wurde vermutlich im 18. Jahrhundert am Südwestrand des Weilers errichtet.

## Architektur
Der nach Süden ausgerichtete Bau hat einen flach gedeckten Raum zu zwei Achsen mit rundbogigen Fenstern. Angeschlossen ist eine halbkreisförmige, innen etwas breitere und außen leicht eingezogene Apsis mit zwei Kreisfenstern und Wulstgesims unter der Decke. Der alte Fußbodenbelag besteht aus quadratischen Solnhofener Platten. Die aufgedoppelte Tür im Norden stammt aus dem 18. Jahrhundert. Der Vorbau wurde wahrscheinlich im 19. Jahrhundert angebaut. Über dem Nordgiebel erhebt sich ein viereckiger, hölzerner Dachreiter des 19. Jahrhunderts mit einer Blechspitze. Am Außenbau befindet sich ein schräges Traufgesims, die leicht eingezogene Apsis ist im Scheitel mit einer Lisene unterbrochen.

## Ausstattung
Der hölzerne, farbig gefasste Altar stammt aus dem 3. Viertel des 19. Jahrhunderts. Er ist schlicht und neuromanisch mit klassizistischen Reminiszenzen auf einem Kastenstipes aufgebaut. Die hohe Predella mit einer Muschelnische befindet sich zwischen den Säulensockeln, darüber steht eine Ädikula aus zwei Paaren schlanker Säulen und einem Dreiecksgiebel. Die Säulen umschließen ein Bild des heiligen Martin von Erwin Holzbaur aus dem Jahr 1961.
Das Gestühl mit geschwungenen Brettwangen stammt aus dem 18. oder 19. Jahrhundert. Ein eiserner, auf einen Holzbaluster aufgesetzter Opferstock aus dem 18. Jahrhundert ist mit Bändern und Rosetten beschlagen. In der Kapelle stehen zwei farbig gefasste Holzfiguren. Die eine ist ein Missionskreuz. Laut Inschrift ist es zur Erinnerung an die Volksmission 1855 in Mindelheim angefertigt worden. Es ist eine volkstümliche Arbeit im Stil des Barock, weshalb es auch aus dem 18. Jahrhundert stammen könnte. Die zweite Figur aus der Mitte des 18. Jahrhunderts zeigt Jesus kniend an der Geißelsäule.
Eine hölzerne Gedenktafel hängt über der Tür. Sie trägt die Inschrift „Zum Andenken an die zu Mindelheim im Monete April 1855 gehaltene Mission von den Jesuiten“ und die Signatur „S. K. 1868“.